# Anthodioctes sanmartinensis
Anthodioctes sanmartinensis là một loài Hymenoptera trong họ Megachilidae. Loài này được Urban mô tả khoa học năm 2004.